# Bravaisia
Bravaisia là chi thực vật có hoa trong họ Acanthaceae.